# الحد الأدنى للأجور في تركيا
الحد الأدنى للأجور في تركيا  هو المبلغ الإجمالي الأدنى الذي يجب أن يتقاضاه اي الموظف في تركيا خلال فترة 30 يومًا. ويتم تحديد الحد الأدنى للأجور بشكل أساسي بناءً على حساب يومي، يتم من خلاله اشتقاق المعدلات الشهرية والساعة. وتم تحديد ساعات العمل الأسبوعية القياسية بـ 45 ساعة، بافتراض توزيع متساوٍ على باقي أيام الأسبوع مع يوم عطلة واحد فقط، مما ينتج عنه مدة عمل يومية تبلغ 7 ساعات و30 دقيقة.
يشمل العمل بدوام جزئي ما يصل إلى 30 ساعة أسبوعيًا، في حين يغطي العمل بدوام كامل عدد ساعات يتراوح بين 30 و45 ساعة في الأسبوع. لا تُحتسب فترات الاستراحة خلال أيام العمل ضمن إجمالي ساعات العمل. يُلزم القانون بمنح الموظفين يوم راحة أسبوعي على الأقل، ويتم تعويضهم كما لو كانوا قد عملوا في ذلك اليوم. يتم احتساب "صافي الحد الأدنى للأجور" المدفوع للعامل بعد خصم الضرائب المستحقة للحكومة.
يُعتبر الحد الأدنى للأجور عنصرًا أساسيًا في سوق العمل، حيث يمثل الحد الأدنى المسموح به في التوظيف. ويبلغ الحد الأدنى الصافي الحالي للأجور في تركيا 17,002.12 ليرة تركية شهريًا (حوالي 498.34 دولارًا أمريكيًا) اعتبارًا من 1 يناير 2024.
ووفقًا لبيانات عام 2014 الصادرة عن وزارة العمل والضمان الاجتماعي، من بين أكثر من 12.2 مليون عامل مسجل، يعمل حوالي 5 ملايين عامل، أي أكثر من 40%، بالحد الأدنى للأجور. ووفقًا لهذه الأرقام، تمتلك تركيا أعلى نسبة من العمال الذين يتقاضون الحد الأدنى للأجور بين الدول الأوروبية.
عند إضافة 9.6 مليون عامل غير مسجل، منهم 3.5 مليون مصنفون على أنهم "موظفون برواتب أو بأجور يومية"، يُعتقد أن النسبة في تركيا تتجاوز 40%. ومع ذلك، وعلى الرغم من الطلبات المقدمة في الجمعية الوطنية الكبرى لتركيا، لم تكشف الحكومة ولا مؤسسة الضمان الاجتماعي عن العدد الحالي للعمال الذين يتقاضون الحد الأدنى للأجور. 